# لاري ديكسون (سائق سباق)
لاري ديكسون (بالإنجليزية: Larry Dixon)‏ هو سائق سباق أمريكي، ولد في 23 أكتوبر 1966.